# قبو نبيذ

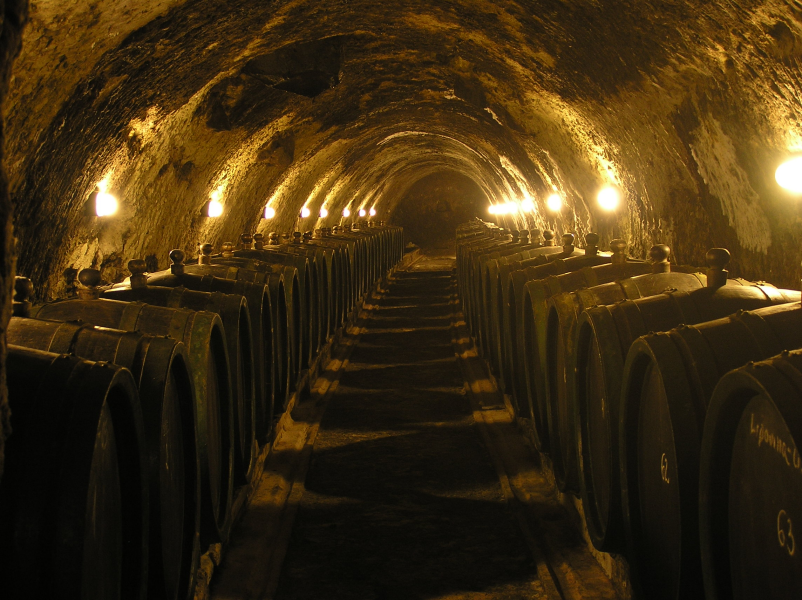
قبو قديم

قبو نبيذ يدل على مكان تحت الأرض يُستعمل لتخزين وحفظ الأغذية والمشروبات وبشكل خاص النبيذ وغيره من المشروبات الكحولية والمنتجات العامة قبل البيع أو الاستهلاك.
قيمة الرطوبة النسبية في القبو ينبغي أن تكون دائما ما بين 70 إلى 80 ٪، وأفضل حتى لو أكثر من 80.
استنادا إلى الخبرة قد تبين أن درجة الحرارة المثلى هي 10-12 درجة مئوية للنبيذ الأبيض و 12-14 درجة مئوية للنبيذ الأحمر
يجب أن يكون القبو مظلماً أو بالأحرى لا ينبغي أن يكون هناك ضوء يرفع درجة الحرارة، كما من الضروري تجنب وجود روائح غير مرغوب فيها، ولذلك يجب تجنب تخزين أي مواد كيميائية أو وقود (ديزل بنزين)، علب الطلاء، المنظفات، الصابون، وحتى المواد التي تتعفن بسرعة مثل الورق والورق المقوى.